# Albéric-Victor Duyver

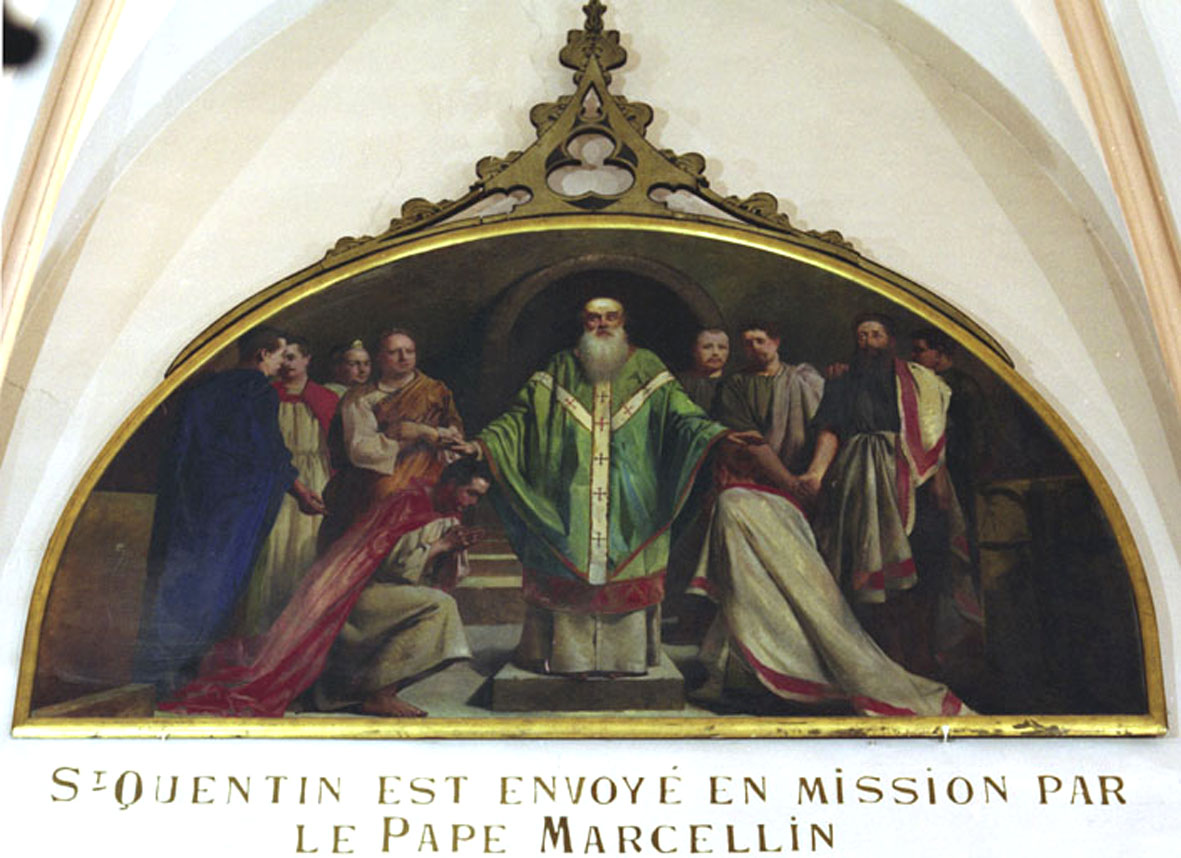
Saint Quentin envoyé en mission par le pape Marcellinus (1893-1898)

Albéric-Victor Duyver, né à Tielt le 28 février 1859 et mort en 1939 à La Plante, est un peintre belge.

## Biographie
Élève d'Alphonse Colas et de Henri Lehmann, il séjourne à Arras en 1884 et 1885. Membre du Salon des artistes français, il y obtient en 1894 une mention honorable. 